# Hemmoor
Hemmoor község Németországban, Alsó-Szászországban, a Cuxhaveni járásban. Lakosainak száma 9007 fő (2023. december 31.).